# فیش آنتن تلویزیون

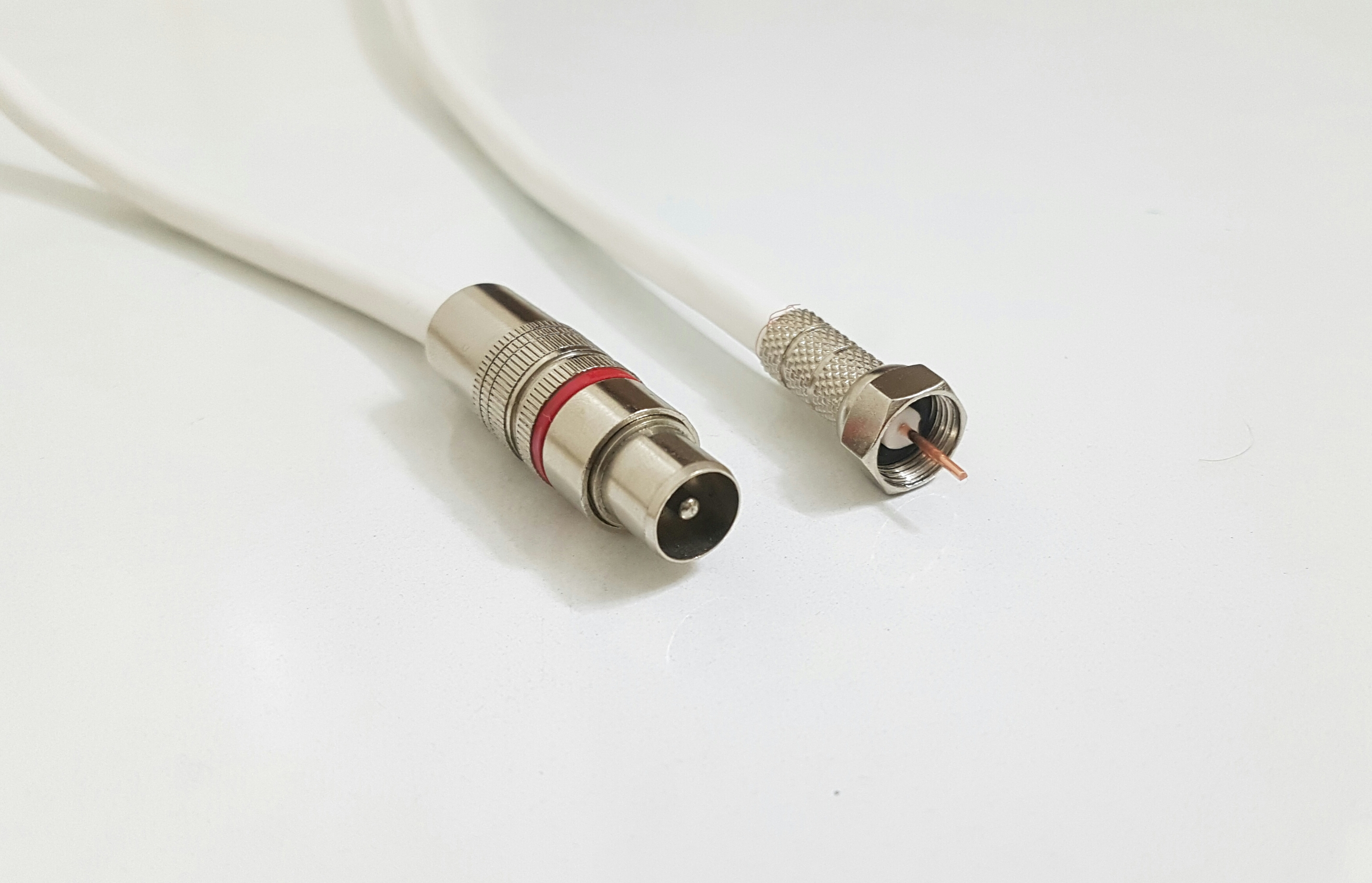
دو نوع فیش آنتن تلویزیون

فیش‌های آنتن تلویزیون رابط‌هایی هستند که کابل آنتن تلویزیون را به ورودی آنتن تلویزیون متصل می‌کنند.
فیش‌های آنتن تلویزیون دارای رابط‌های نر و ماده هستند که به یکدیگر متصل می‌شوند و انواع مختلفی دارند.

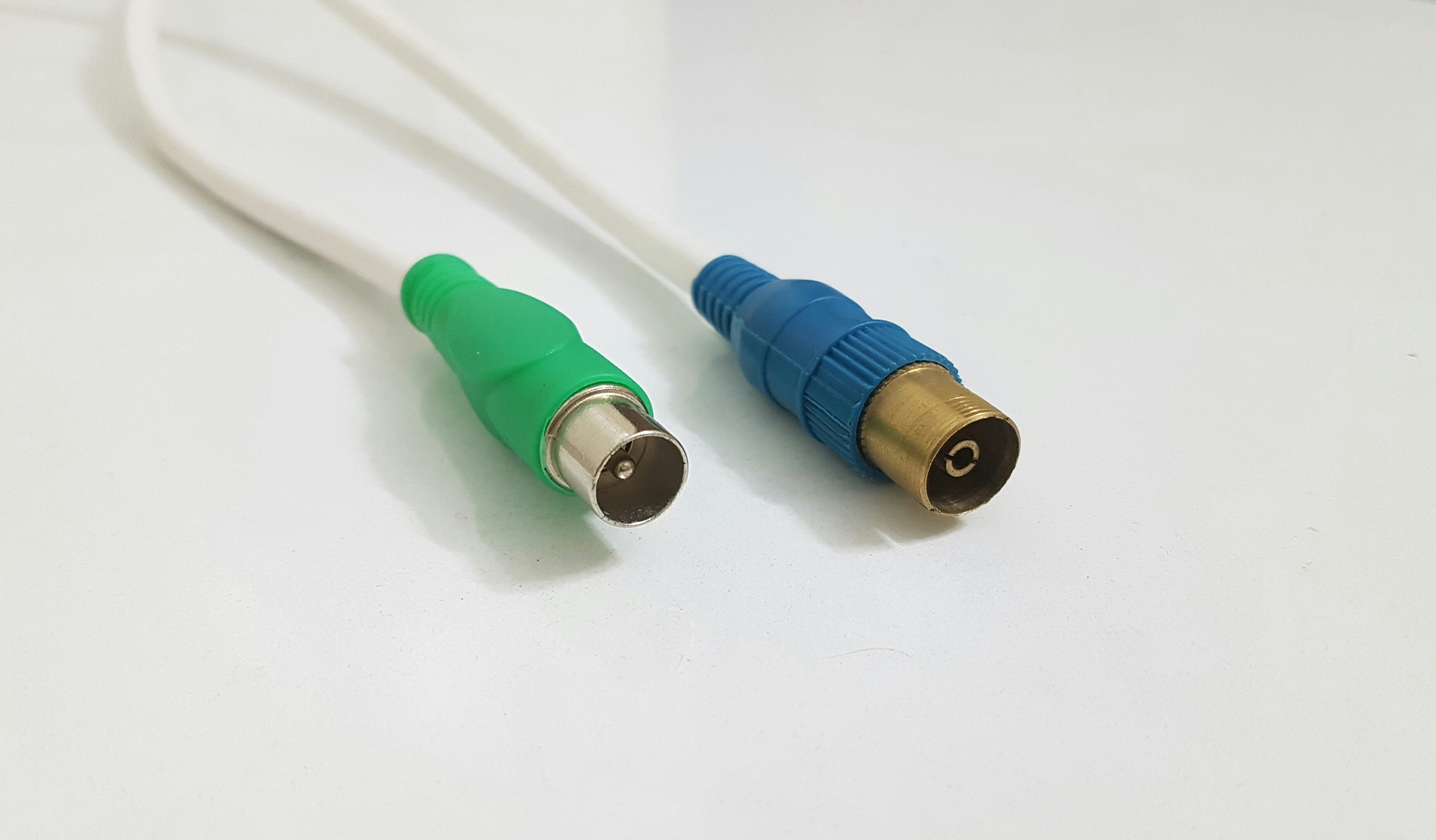
رابط بِلینگ-لی

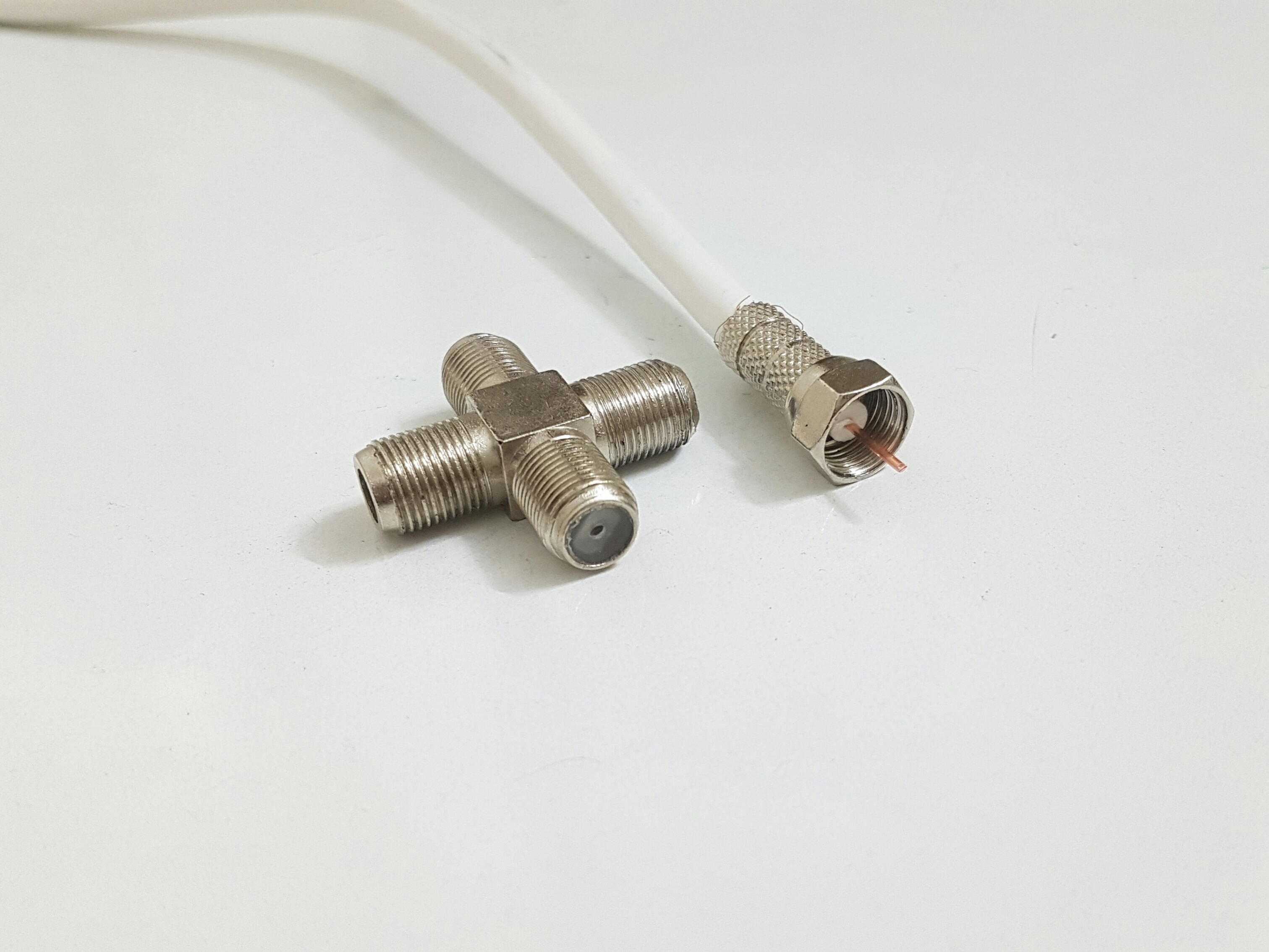
رابط اِف

## منبع
مشارکت‌کنندگان ویکی‌پدیا. «TV aerial plug». در دانشنامهٔ ویکی‌پدیای انگلیسی، بازبینی‌شده در ۴ مارس ۲۰۰۹.